# 물두꺼비
물두꺼비(Korean toad; Bufo stejnegeri)는 개구리목(Salientia) 두꺼비과(Bufonidae)에 속하는 양서류로 한반도와 중국 북부에 서식한다. 서식고도는 200~700m이다.
몸길이는 수컷 4~5 cm, 암컷 5~7cm로 암컷이 수컷보다 크다. 몸 색은 암수에 따라 다르고 특히 암컷에서 개체에 따른 변이가 심하다. 수컷은 등면이 대개 흑갈색을 띠고 있으나, 암컷은 황갈색, 회갈색, 적갈색, 흑갈색 바탕에 흑색 반점을 가지고 있거나 돌기 기부 둘레를 둘러싼 무늬가 산재되어 있다. 배면은 보통 연한 황색이며 불규칙한 갈색이나 회갈색의 점무늬가 산재되어 있는 개체도 있고 거의 없는 개체도 있다. 머리 크기는 보통이며 폭이 머리의 길이보다 약간 넓다. 콧구멍은 주둥이 끝부분의 위쪽에 있다. 고막은 보이지 않는다. 네다리는 짧고 뒷다리에 물갈퀴가 발달하였다. 다른 두꺼비류처럼 탈피를 한다.
물두꺼비는 4~5월에 번식을 시작한다. 번식에 참여하는 암수 비율은 2~4:1로 수컷이 더 많으며 보통 깨어난 지 3년 이상 된 수컷이 번식에 참여한다. 다른 무미양서류처럼 크기가 큰 수컷이 암컷을 차지할 가능성이 높으나 암컷의 개체수에 비해 수컷의 개체수가 많아질수록 작은 수컷도 포접할 기회를 가질 가능성이 높아진다.계곡 물 속에 줄 모양의 알덩어리를 2줄로 산란하며 돌에 말거나 모래에 섞어 급류에 떠내려가지 않도록 한다. 알덩어리의 굵기는 산란 직후 지름2.5~3mm이나 3일 정도 지나면 3~4mm로 늘어난다. 한배알수는 600~1,300개로 대개 1회에 1,000개의 알을 산란한다. 알을 낳은 지 3일쯤 지나면 알에서 유생이 깨어 나온다. 날이 추워지면 물 속에 들어가 동면에 들어가는데, 수컷이 암컷을 포접한 상태에서 함께 동면하는 경우도 종종 발견된다.
먹이는 파리류 등 작은 곤충류를 주로 포식하며 지렁이도 먹는다. 또한 수생곤충류도 먹는다.

## 참고 문헌
- 강영선, 윤일병. 1975. 한국동식물도감 제17권 동물편(양서·파충류). 문교부. pp79–82.
- Lee JH, Park D. 2009. Effects of body size, operational sex ratio, and age on pairing by the Asian toad, Bufo stejnegeri. Zoological studies 48(3): 334-342.
- Matsui M. 1980. The status and relationships of the Korean toad, Bufo stejnegeri SCHMIDT. Herpetologica 36(1): 37-41.
- Matsui M, Zhao W. 2004. Bufo stejnegeri. In: IUCN 2010. IUCN red list of threatened species. Version 2010.4. <www.iucnredlist.org>. Downloaded on 20 April 2011.

1. ↑  https://species.nibr.go.kr/endangeredspecies/rehome/exlist/exlist.jsp?1=1&sch_gbn=cl&middle=3&minor=3&page_count=3